# Csire József
Csire József (Nagyvárad, 1926. április 14. – Bukarest, 2011. május 19.) magyar zeneszerző, karmester, művészeti író, Csire Gabriella férje.

## Élete
Nagyváradon érettségizett 1945-ben, a bukaresti Ciprian Porumbescu Zenekonzervatóriumban 1957-ben zenetanári és karmesteri, 1964-ben zeneszerzői oklevelet szerzett. 1961-től ugyanitt előadótanár. A vezénylés műhelytitkai című sorozata a Művelődés 1968-as és 1969-es évfolyamaiban jelent meg. Zenés gyermekjátékát (A varázsló kosara) a Napsugár (1970/1) mellékletében adta közre. Szimfóniák, kórusok, dalok, kantáták szerzője. Feleségével közösen szerzett munkája, a Bűvös dalnok (Mesélő hangszerek, 1978) az előszó szerint fiataloknak szánt „hangszermitológia”.

## Életrajzi adatai

### Végzettsége
A nagyváradi évek után (1934–46, tanárai: Boda Boriska, Boda Oszkár, Szalay Elemér, Szalay Stefánia) a kolozsvári Zeneművészeti Főiskolán tanult (1946–50, tanárai voltak: Nagy István, Eisikovits Max, Szegő Júlia, Zzurka Péter, Halmos György), majd Bukarestben folytatta tanulmányait (1950–1964). A Társadalomtudományi Főiskola sajtó szakán szerezte első államvizsgáját (1951), majd a Zeneakadémián a többit: államvizsgázott karvezetői szakon (1957), zenetanári szakon (1957) és zeneszerzői szakon (1964). (Tanárai voltak Vinicius Greffiens, Egizzio Massini, Constantin Silvestri, Theodor Rogalschi.)

### Munkahelyei
Zenekari tagja volt a Nagyváradi Szimfonikus Zenekarnak (1940–45) és a kolozsvári Állami Magyar Operának (1948–49); Bukarestben osztályvezető a Művelődésügyi Minisztérium Zeneigazgatóságán (1951-54); a bukaresti Román Opera zenekari tagja (1954–65) és karmestere (1958–65). Miután leszorították az előadói pályáról, zenepedagógus lett: a bukaresti 1. Számú Zenei Líceum tanára (1957–59), majd a bukaresti Zeneakadémiára került, ahol 1961-től 2007-ig tanított, ebből 1990–96 között a Zeneszerzés, Zenetudomány, Zenekari Karmester és Zenepedagógia kar dékánja. 1996–2001 között a Spiru Haret Egyetem magántanáraként működött.
2008-tól a Kolozsvári Akadémiai Bizottság és a Bukaresti Tudományos Műhely tagja is volt.

## Kompozíciói

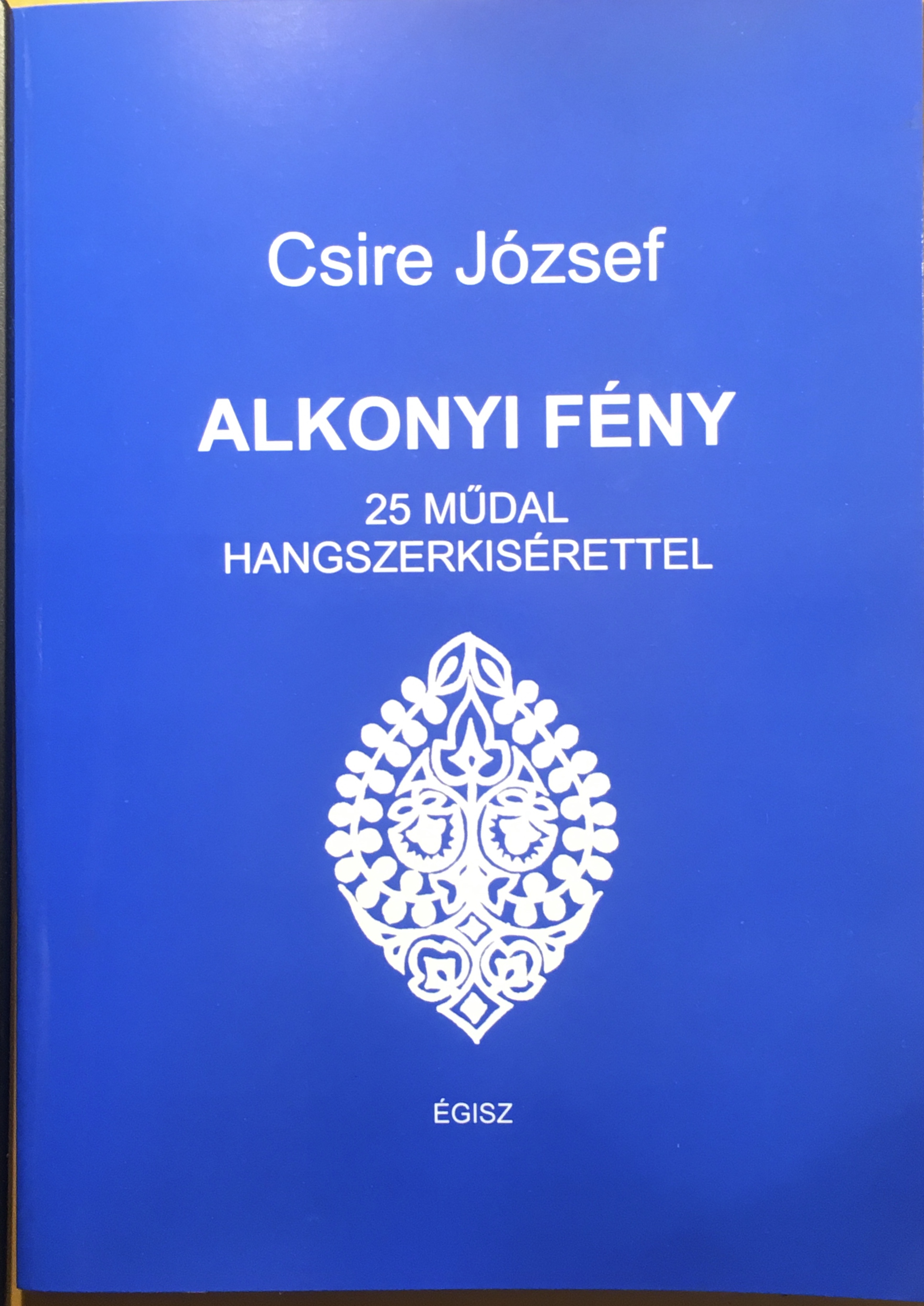
Csire József: Alkonyi fény, 2005

### Zenésszínpadi kompozíciók
- Liliomhullás, balett Arany-ballada alapján három változatban;
- Hajnaltól hajnalig, opera;
- Válságos órák, opera két átdolgozásban;
- A varázsló kosara, zenés mesejáték; (kiadva: 1984, 2007);
- Szavak háza, zenés mesejáték, (kiadva: 2007);
- Napfia Dalia, opera-balett népmese alapján.

### Szimfonikus kompozíciók
- A kis juhász meséje, szimfonikus variációk;
- I. Simfonia, 1968;
- II. Simfonia, 1969; átdolgozva: 1978;
- III. Simfonia, 1982;
- IV. Simfonia, 1983;Csire József: Kiskertemben, 2003
- V. Simfonia, 1984;

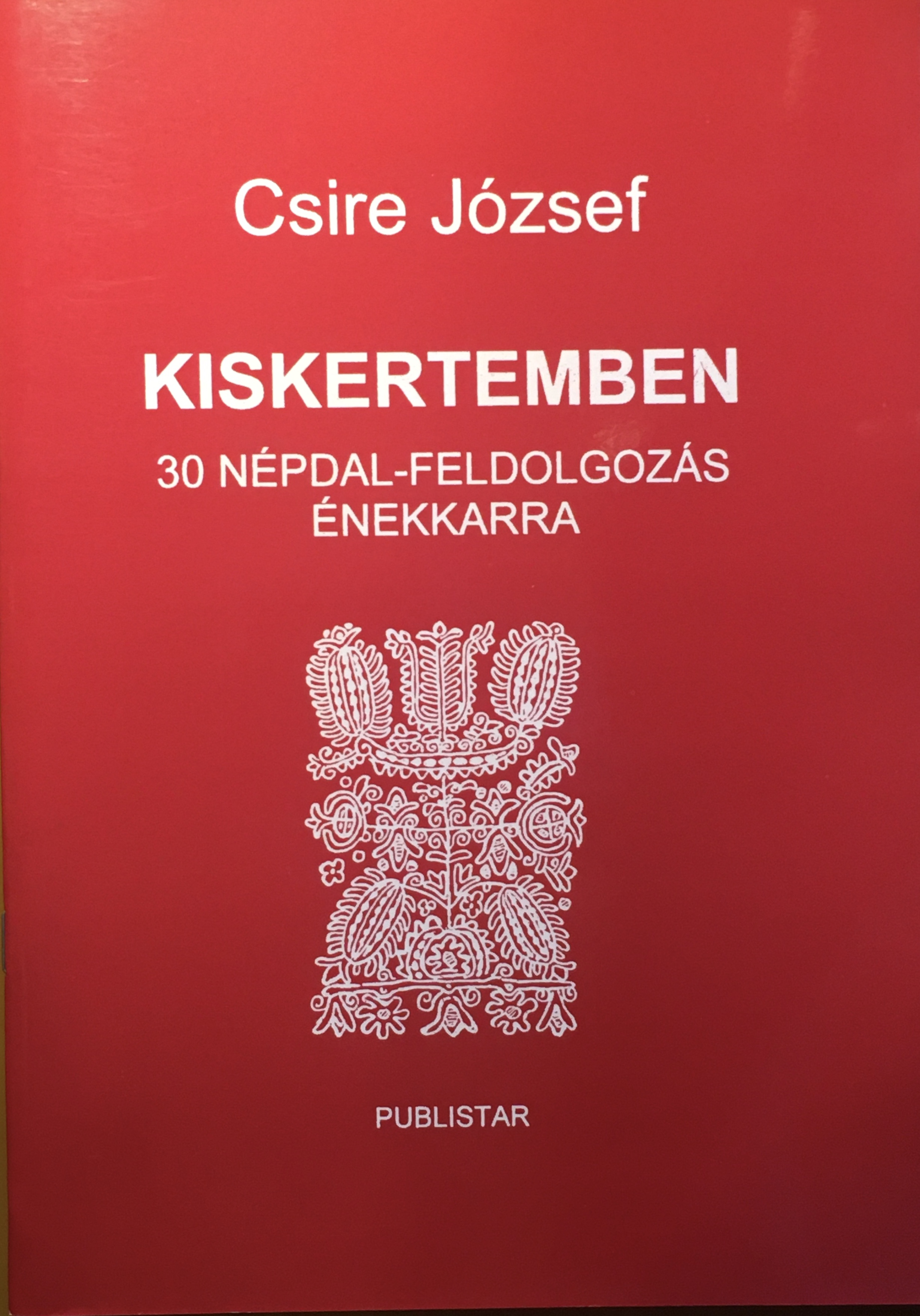
Csire József: Kiskertemben, 2003

- Szimfonikus kettős, (I. Madrigal; II. Scurrilitas), 1989 decembere.

### Vokálszimfonikus kompozíciók
- In memoriam, kantáta Arany János versére, 1957;
- Csendben, kantáta Kiss Jenő versére1957;
- Hazám, 7 szonett József Attila szonett-ciklusára, 1978.

### Rövid kompozíciók
Tucatnyi kamarazene, zongorakísérettel ellátott műdal és népdalfeldolgozás valamint énekkari zene teszi teljessé Csire József zenealkotását. Hangszerelései Cesarini, Neruda, Vivaldi, Buxtehude, Gesualdo, Bach dallamait teljesítették ki szimfonikus zenekarra.

## Publikációi

### Kötetek és kézikönyvek
- Bűvös dalnok (Csire Gabriellával), mesélő hangszerek, Albatros Kk. Bukarest, 1978; bővített második kiadás: Corvin Kk, Deva, 2003;
- Ludus modalis, a hegedűtechnika módszertana, Zeneakadémia, 1983;
- Jocul creativ în educația muzicală generală, Zeneakadémia, 1987;
- Tratat de citire de partituri, Partitúraolvasás 3 kötetben, 1986-88, teljes újrakiadás: 1994, részleges újrakiadás: 1996;
- Contribuții la dezvoltarea metodologiei disciplinei Citire de partituri, Zeneakadémia, 1991;
- Zenei időmérték, cikkek, tanulmányok, Publistar Kk., Bk, 1996;
- Principii de orchestrație, Hangszerelési elvek, Bk, 1997; újrakiadás: 1999;
- Educația muzicală din perspectiva creativității, Kreatív zenei nevelés, Zeneakadémia, 1998.

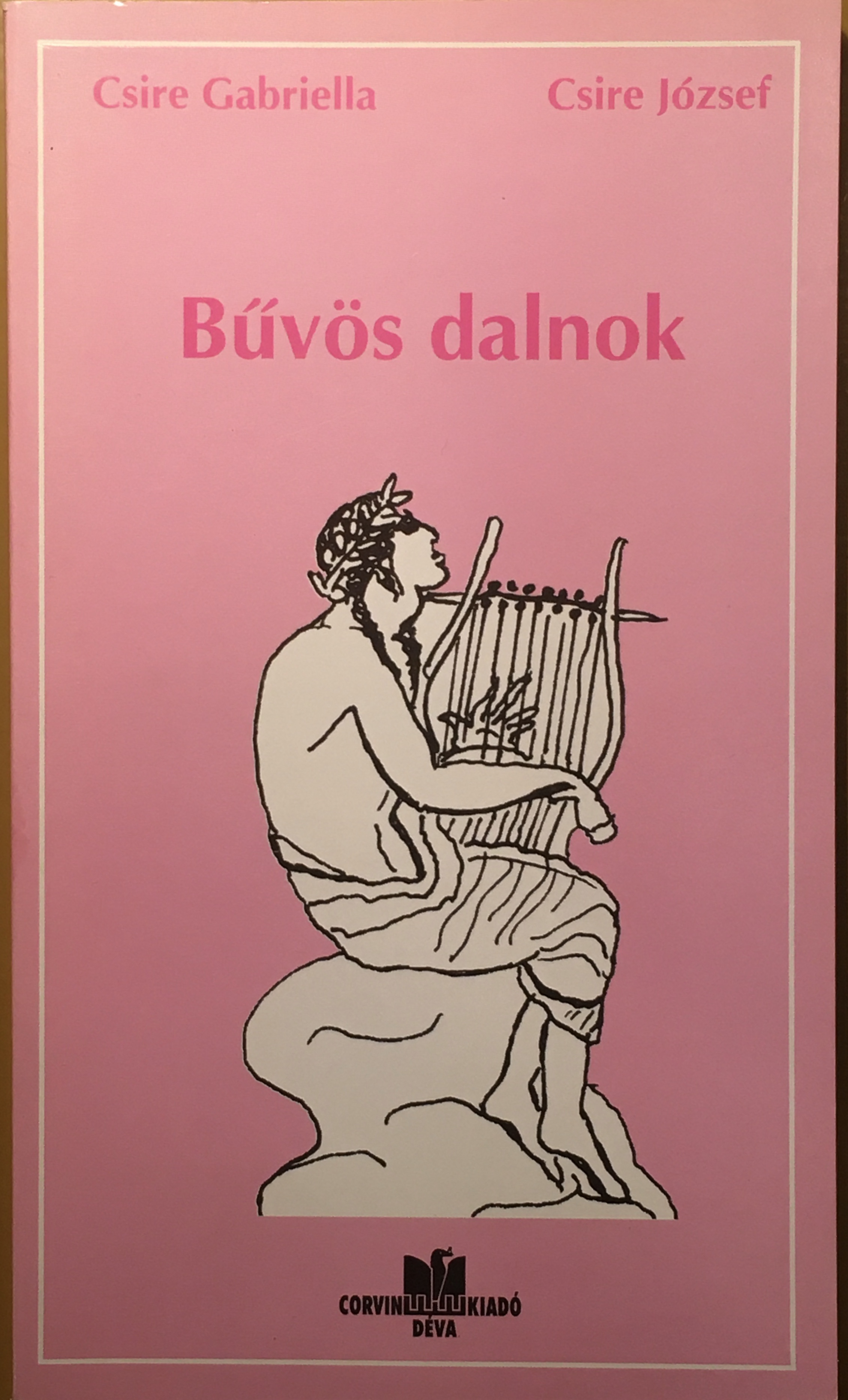
Csire József-Csire Gabriella: A bűvös dalnok, 2003

### Kötetbe szedett kották
- Trei piese pentru pian în stil popular, 3 zongoradarab népdalokra, Zeneakadémia, 1987;
- Trei studii concertante pt. violă solo, 3 koncertdarab brácsára, Zeneakadémia, 1988;
- Studiu concertant pt. contrabas și pian, Koncertdarab nagybőgőre és zg-ra, Zeneakadémia, 1990.
- Kiskertemben, 30 népdalfeldolgozás énekkarra, Publistar Kk, Bk, 2003.
- Alkonyi fény, 25 műdal zongorakísérettel, Égisz Kk., Bk., 2005.
- A varázsló kosara – Szavak Háza (Csire Gabriellával), Égisz Kk., Bk., 2007.

### Egyéb publikációk
Tucatnyi közös kötet és kotta, valamint tanulmány-kötet tartalmazza Csire József aláírását. Gyűjteményes kötetek, folyóiratok közölték tanulmányait és sorozatait (Zenetudományi Írások, Művelődés, Cercetări de muzicologie, Parlando). Több száz cikke, zenei portréja, könyvrecenziója, hangversenykrónikája, esszéje látott napvilágot a hazai sajtóban, az Előre / RMSZ, A Hét, a Tanügyi Újság / Közoktatás, a Jóbarát / Cimbora, a Tribuna Școlii hasábjain.

## Előadóművészeti munkássága
Nagyváradon, Kolozsvárott, majd Bukarestben szimfonikus és operaházi zenekarokban hegedűs. Karmesterként hangversenyeket, operákat és baletteket vezényelt; a fővárosi zenekonzervatóriumban az Opera és Hangverseny Stúdió karmestere, s ezzel párhuzamosan az Állami Opera és Balett-Színház alkalmazottjaként turnékon is vezényelt. A repertoárjában levő fontosabb művek: operák (Traviata; Figaro házassága; Anyegin; Carmen; Bohémélet) és balettek (A bronzlovas; A vörös pipacs; Rómeó és Júlia; Giselle).

## Szakmai társaságok, melyeknek tagja
- Romániai Zeneszerzők és Muzikológusok Szövetsége (Uniunea Compozitorilor și Muzicologilor din România);
- Romániai Magyar Zenetársaság;
- Romániai Zene- és Rajztanárok Szövetsége;
- Gregorián Társaság;
- Erdélyi Magyar Közművelődési Egyesület;
- Romániai Gitár-Alapítvány – tiszteletbeli tag;
- Bukaresti Regionális MunkabizottságSzavak Háza és a Varázslókosarak

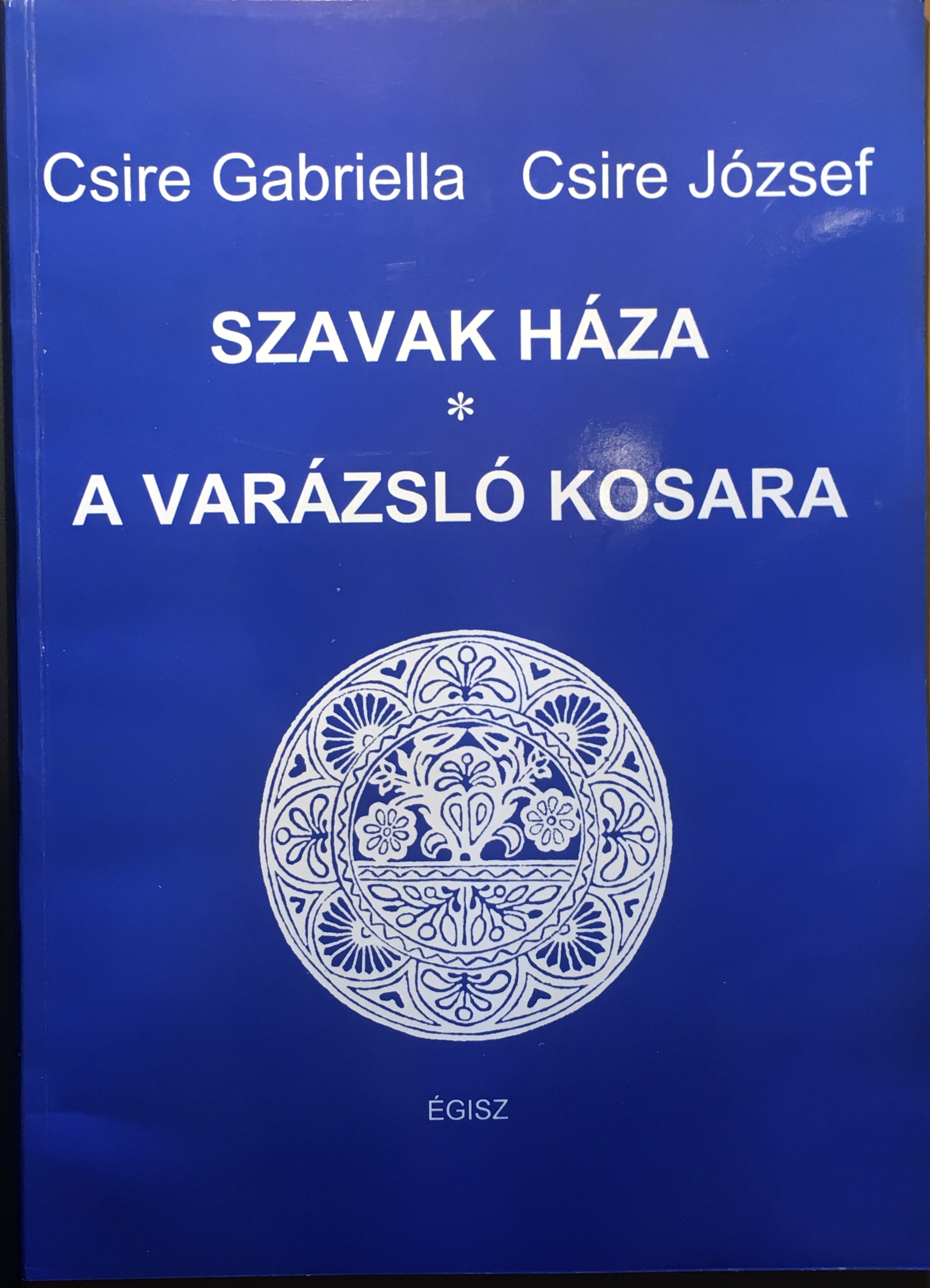
Szavak Háza és a Varázslókosarak

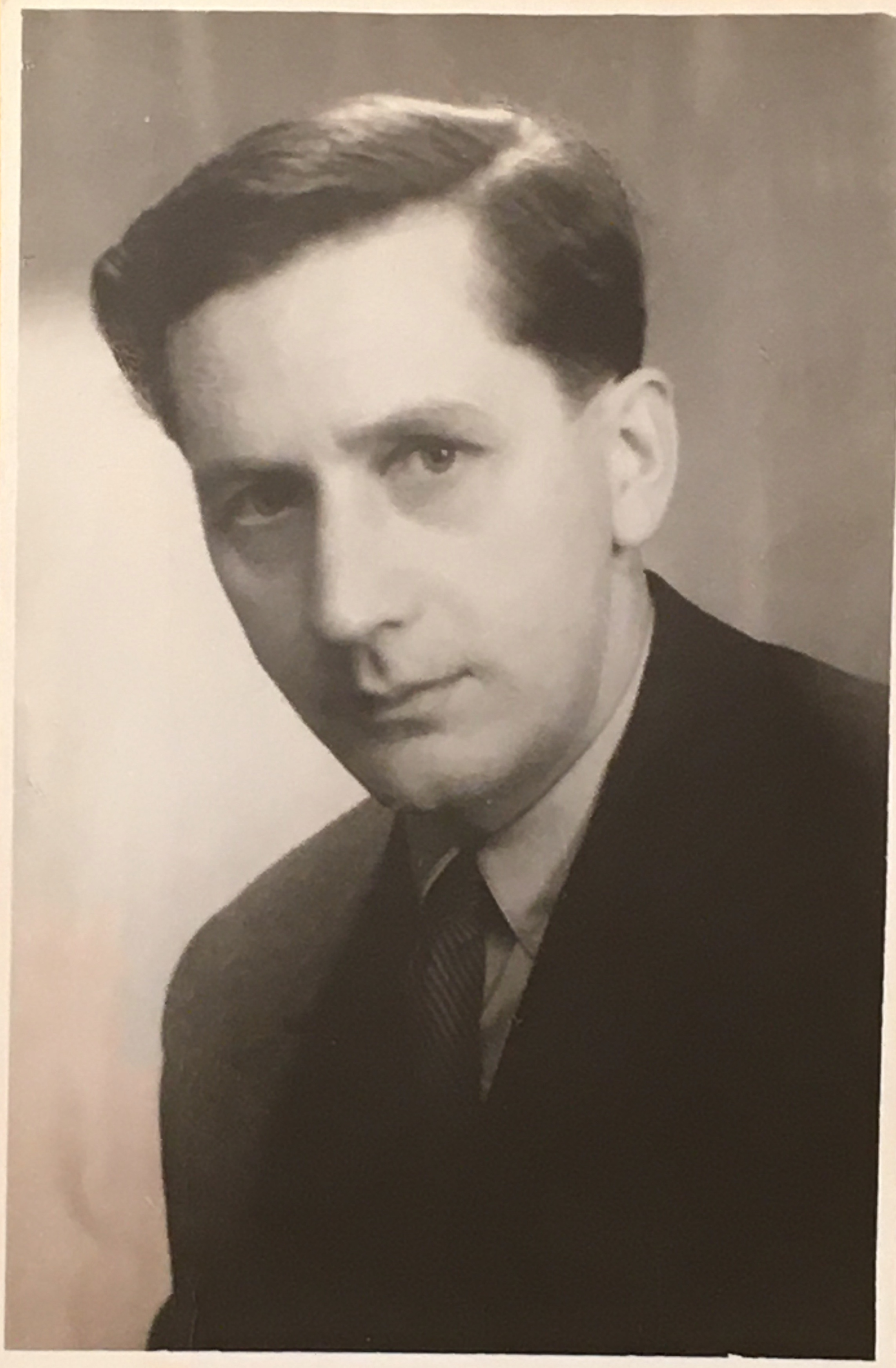
Csire Jozsef zeneszerző fiatalkori arcképe

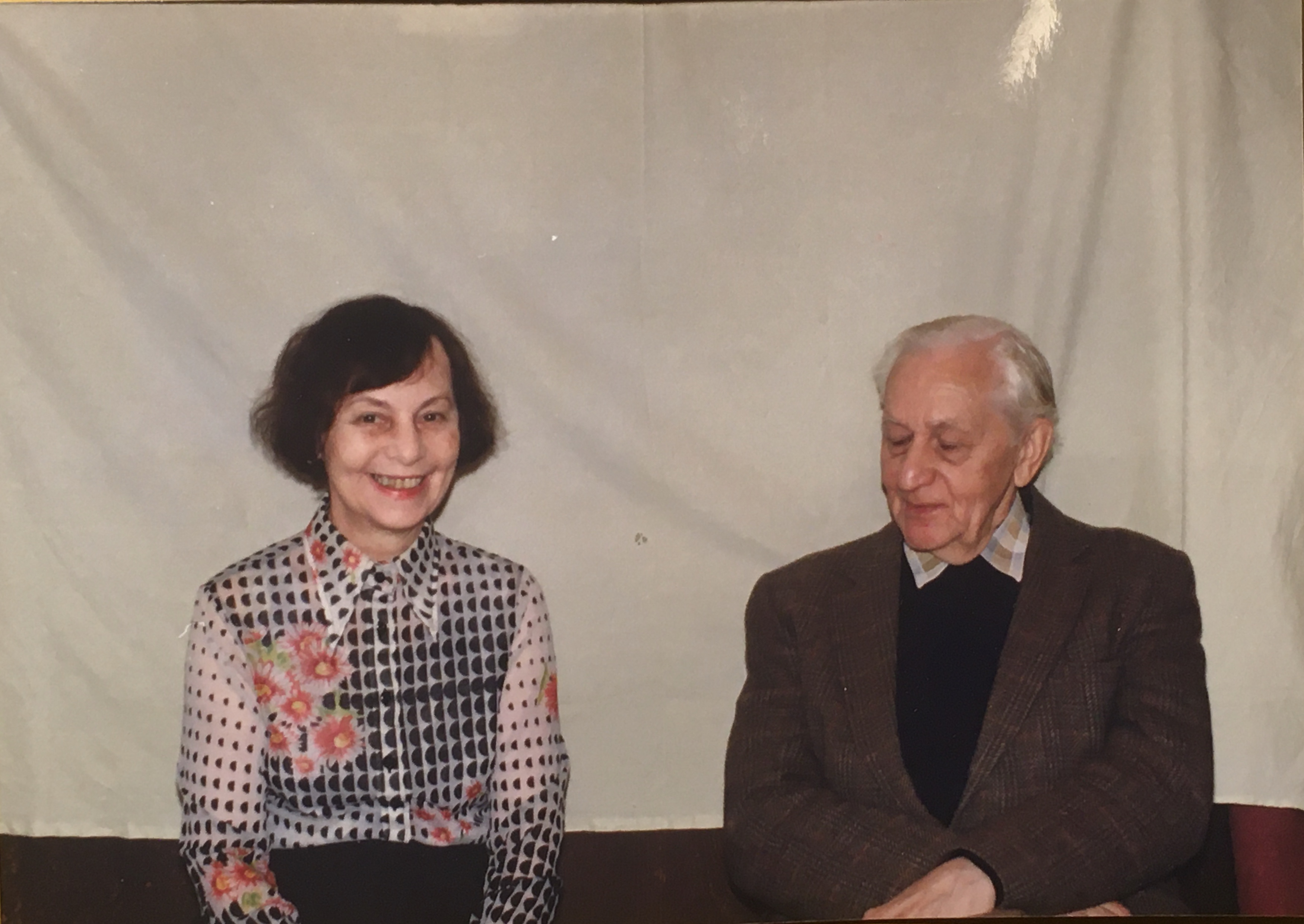
Csire József zeneszerző nejével Csire Gabriella írónővel

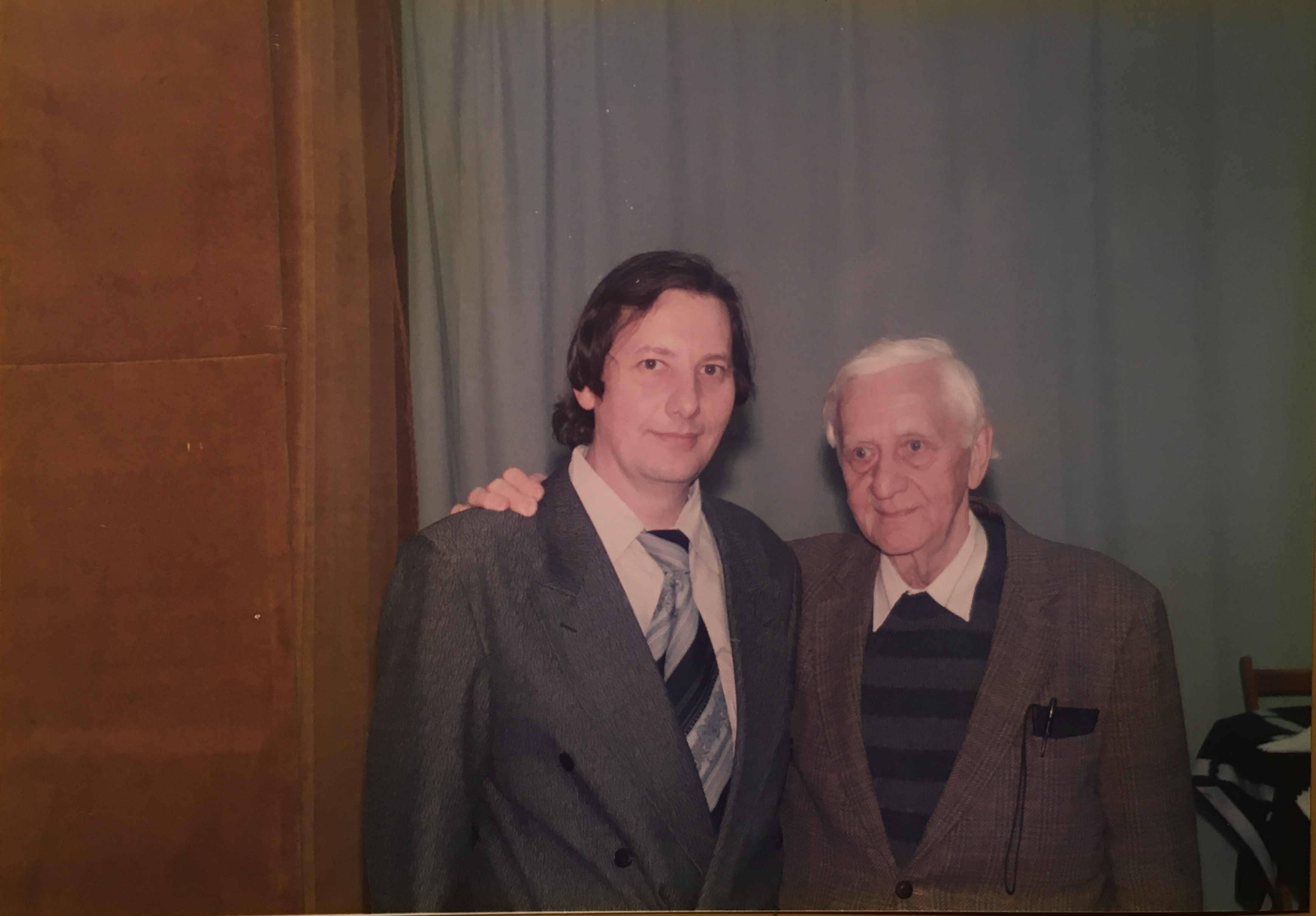
Csire József fiával Csire Gáborral

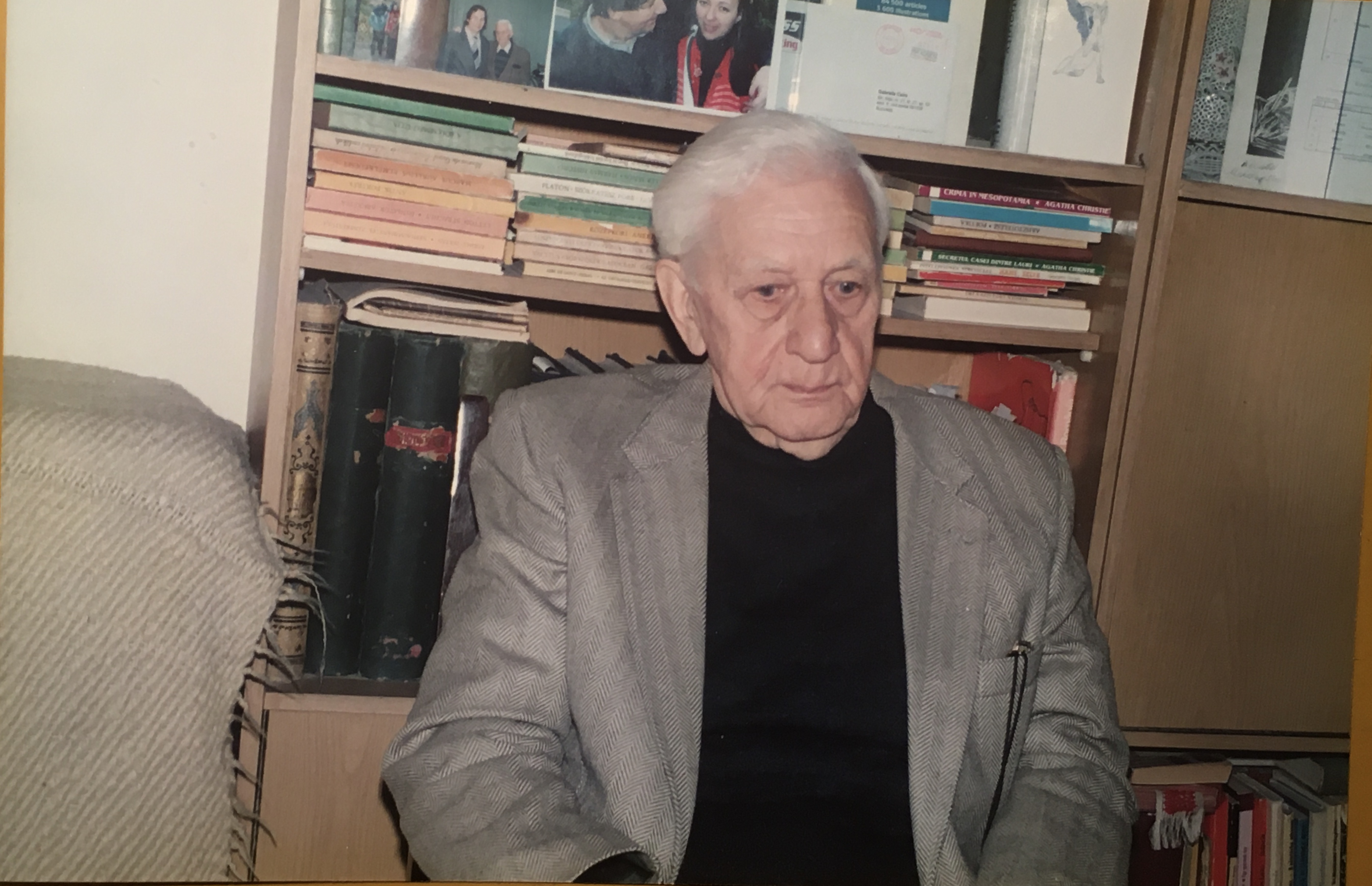
Csire Jozsef zeneszerző 81. születésnapján

## Jegyzetek

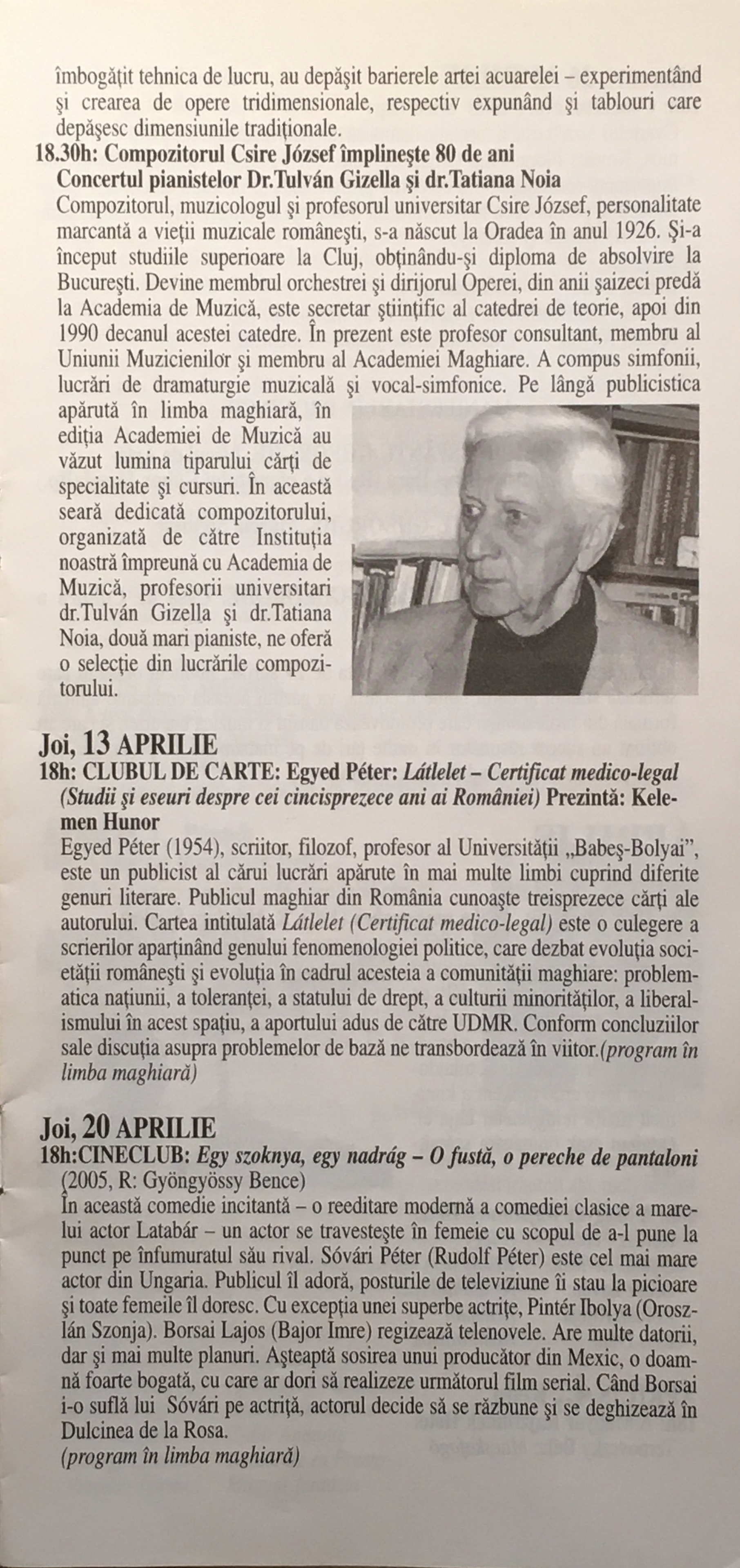
Csire József szerzői estje a Bukaresti Magyar Kulturális Intézetben (műsorfüzet), 2006